# Mesosignum admirandum
Mesosignum admirandum is een pissebed uit de familie Mesosignidae. De wetenschappelijke naam van de soort is voor het eerst geldig gepubliceerd in 1967 door Robert J. Menzies & Frankenberg.